# Erannis destrigaria
Erannis destrigaria är en fjärilsart som beskrevs av Heydemann 1938. Erannis destrigaria ingår i släktet Erannis och familjen mätare. Inga underarter finns listade i Catalogue of Life.